# Жёне, Жан-Пьер
Жан-Пьер Жёне́ (фр. Jean-Pierre Jeunet; 3 сентября 1953, Роан, Луара, Франция) — французский кинорежиссёр и сценарист.

## Биография
Жан-Пьер Жёне родился 3 сентября 1953 года в Роанне. В 17 лет он был простым рабочим на почте. В 21 год начал работать в маленькой анимационной студии. В середине семидесятых он встречается с Марком Каро, который рисует комиксы, и с ним лепит головы для марионеток. Вместе они сняли свою первую картину «Бункер последней очереди» (фр. «Le bunker de la derniere rafale»), где выступили как сценаристы, режиссёры, актеры, операторы и продюсеры. Этот короткометражный фильм вышел в 1981 году и на протяжении нескольких лет во Франции показывался вместе с первым фильмом Дэвида Линча «Голова-ластик». Таким образом, дуэт Каро — Жёне быстро получает статус культового. Их первая полнометражная картина «Деликатесы» (фр. «Delicatessen», 1991) закрепила их положение в кинематографе. «Город потерянных детей» (фр. «La cite des enfants perdus", 1995) стоил намного дороже и оказался коммерчески неудачным.
Член жюри Венецианского кинофестиваля 1995 года.

## Фирменные приёмы
Широко использует цветокоррекции для того, чтобы передать фантастическую атмосферу фильма. В финальных титрах фильмов Жёне показывают изображение каждого персонажа и имя актёра рядом с ним.

## Фильмография

### Полнометражные фильмы
- 1991 — Деликатесы (фр.  Delicatessen), совместно с Марком Каро
- 1995 — Город потерянных детей (фр. La Cité des enfants perdus), совместно с Марком Каро
- 1997 — Чужой: Воскрешение (англ. Alien: Resurrection)
- 2001 — Амели (фр. Le Fabuleux Destin d’Amélie Poulain)
- 2004 — Долгая помолвка (фр. Un long dimanche de fiançailles)
- 2009 — Неудачники/Микмакс (фр. Micmacs à tire-larigot)
- 2013 — Невероятное путешествие мистера Спивета (англ. The Young and Prodigious T. S. Spivet)
- 2022 — Большой баг (фр. Big Bug)

### Короткометражные фильмы
- 1978 —  Побег (фр. L'Évasion) – анимационный, 8 мин.; совместно с Марком Каро
- 1979 — Карусель (фр. Le Manège) – анимационный, 10 мин.; совместно с Марком Каро
- 1981 — Бункер последнего выстрела (фр. Le Bunker de la dernière rafale) – фильм, 26 мин.; совместно с Марком Каро
- 1984 — Нет покоя Билли Бракко (фр. Pas de repos pour Billy Brakko) – фильм, 5 мин.
- 1989 — Пустяки (фр. Foutaises) – фильм, 8 мин.
- 2016 — Две улитки уходят (фр. Deux escargots s'en vont) – анимационный, 3 мин.; совместно с Роменом Сего (фр. Romain Segaud)